# ニュー・パブリック・マネジメント
ニュー・パブリック・マネジメントとは政治学用語の一つ。公共政策においても、民間企業において行われているような経営手法を取り入れることで公共サービスを提供しようという概念であり、これは1980年代以降の欧米諸国において形成された。これが取り入れられることから公務においても競争原理に則った業務が遂行されていくこととなり、国民に対してはより効率的で質の高いサービスが提供されていくこととなるわけである。このことから公務員の勤務においても業績に応じた評価がなされていくこととなり、情報公開や説明責任も高められていくようになり国民にとっての満足をより高めるということが目指される。国が自ら行っていた業務が独立行政法人化されているということもこれに当てはまる。